# Нојенбург на Рајни
Нојенбург на Рајни (њем. Neuenburg am Rhein) град је у њемачкој савезној држави Баден-Виртемберг. Једно је од 50 општинских средишта округа Брајсгау-Хохшварцвалд. Према процјени из 2010. у граду је живјело 12.042 становника. Посједује регионалну шифру (AGS) 8315076.

## Географски и демографски подаци
Нојенбург на Рајни се налази у савезној држави Баден-Виртемберг у округу Брајсгау-Хохшварцвалд. Град се налази на надморској висини од 230 метара. Површина општине износи 44,1 km². У самом граду је, према процјени из 2010. године, живјело 12.042 становника. Просјечна густина становништва износи 273 становника/km².